# Canottaggio ai Giochi della XXXI Olimpiade - 2 senza femminile
La gara del 2 senza femminile dei Giochi della XXXI Olimpiade si è svolta tra il 6 e l'11 agosto 2016. Hanno partecipato 15 equipaggi.

## Risultati

### Batterie
Le prime tre di ogni manche si qualificano alle semifinali, le altri vanno ai ripescaggi.

#### Gruppo 1
| Class | Nomi                              | Nazione       | Tempo   | Note |
| ----- | --------------------------------- | ------------- | ------- | ---- |
| 1     | Helen Glover Heather Stanning     | Gran Bretagna | 7:05.05 | SA/B |
| 2     | Hedvig Rasmussen Anne Andersen    | Danimarca     | 7:05.28 | SA/B |
| 3     | Kerstin Hartmann Kathrin Marchand | Germania      | 7:17.98 | SA/B |
| 4     | Jennifer Martins Nicole Hare      | Canada        | 7:22.99 | R    |
| 5     | Aletta Jorritsma Karien Robbers   | Paesi Bassi   | 7.23.10 | R    |

#### Gruppo 2
| Class | Nomi                            | Nazione       | Tempo   | Note |
| ----- | ------------------------------- | ------------- | ------- | ---- |
| 1     | Genevieve Behrent Rebecca Scown | Nuova Zelanda | 7:09.23 | SA/B |
| 2     | Lee-Ann Persse Kate Christowitz | Sudafrica     | 7:11.29 | SA/B |
| 3     | Zhang Min Miao Tian             | Cina          | 7:15.66 | SA/B |
| 4     | Noémie Kober Marie Le Nepvou    | Francia       | 7:26.28 | R    |
| 5     | Alena Furman Ina Nikulina       | Bielorussia   | 7.35.23 | R    |

#### Gruppo 3
| Class | Nomi                               | Nazione     | Tempo   | Note |
| ----- | ---------------------------------- | ----------- | ------- | ---- |
| 1     | Felice Mueller Grace Luczak        | Stati Uniti | 7:05.14 | SA/B |
| 2     | Anna Boada Aina Cid                | Spagna      | 7:12.00 | SA/B |
| 3     | Anna Wierzbowska Maria Wierzbowska | Polonia     | 7:12.82 | SA/B |
| 4     | Alessandra Patelli Sara Bertolasi  | Italia      | 7:13.06 | R    |
| 5     | Mădălina Bereș Laura Oprea         | Romania     | 7.18.16 | R    |

### Ripescaggi
Le prime tre della manche si qualificano alle semifinali, gli altri vanno alla Finale C.

#### Gruppo 1
| Class | Nomi                              | Nazione     | Tempo   | Note |
| ----- | --------------------------------- | ----------- | ------- | ---- |
| 1     | Mădălina Bereș Laura Oprea        | Romania     | 7:55.25 | SA/B |
| 2     | Alessandra Patelli Sara Bertolasi | Italia      | 7:58.89 | SA/B |
| 3     | Noémie Kober Marie Le Nepvou      | Francia     | 7:59.44 | SA/B |
| 4     | Jennifer Martins Nicole Hare      | Canada      | 8:01.09 | FC   |
| 5     | Aletta Jorritsma Karien Robbers   | Paesi Bassi | 8:03.07 | FC   |
| 6     | Alena Furman Ina Nikulina         | Bielorussia | 8:07.16 | FC   |

### Semifinali
Le prime tre classificate di ogni manche si qualificano per la Finale A, mentre le rimanenti passano alla Finale B.

#### Semifinale 1
| Class | Nomi                               | Nazione       | Tempo   | Note |
| ----- | ---------------------------------- | ------------- | ------- | ---- |
| 1     | Helen Glover Heather Stanning      | Gran Bretagna | 7:18.69 | FA   |
| 2     | Felice Mueller Grace Luczak        | Stati Uniti   | 7:20.93 | FA   |
| 3     | Lee-Ann Persse Kate Christowitz    | Sudafrica     | 7:24.03 | FA   |
| 4     | Mădălina Bereș Laura Oprea         | Romania       | 7:29.20 | FB   |
| 5     | Anna Wierzbowska Maria Wierzbowska | Polonia       | 7:39.12 | FB   |
| 6     | Alessandra Patelli Sara Bertolasi  | Italia        | 7:45.44 | FB   |

#### Semifinale 2
| Class | Nomi                              | Nazione       | Tempo   | Note |
| ----- | --------------------------------- | ------------- | ------- | ---- |
| 1     | Hedvig Rasmussen Anne Andersen    | Danimarca     | 7:27.56 | FA   |
| 2     | Genevieve Behrent Rebecca Scown   | Nuova Zelanda | 7:29.67 | FA   |
| 3     | Anna Boada Aina Cid               | Spagna        | 7:30.79 | FA   |
| 4     | Zhang Min Miao Tian               | Cina          | 7:30.90 | FB   |
| 5     | Kerstin Hartmann Kathrin Marchand | Germania      | 7:39.79 | FB   |
| 6     | Noémie Kober Marie Le Nepvou      | Francia       | 7:44.81 | FB   |

### Finali

#### Finale C
| Class | Nomi                            | Nazione     | Tempo   | Note |
| ----- | ------------------------------- | ----------- | ------- | ---- |
| 1     | Aletta Jorritsma Karien Robbers | Paesi Bassi | 8:23.61 |      |
| 2     | Jennifer Martins Nicole Hare    | Canada      | 8:26.03 |      |
| 3     | Alena Furman Ina Nikulina       | Bielorussia | 8:32.54 |      |

#### Finale B
| Class | Nomi                               | Nazione  | Tempo   | Note |
| ----- | ---------------------------------- | -------- | ------- | ---- |
| 1     | Zhang Min Miao Tian                | Cina     | 7:17.12 |      |
| 2     | Kerstin Hartmann Kathrin Marchand  | Germania | 7:18.57 |      |
| 3     | Mădălina Bereș Laura Oprea         | Romania  | 7:19.63 |      |
| 4     | Anna Wierzbowska Maria Wierzbowska | Polonia  | 7:21.53 |      |
| 5     | Alessandra Patelli Sara Bertolasi  | Italia   | 7:24.51 |      |
| 6     | Noémie Kober Marie Le Nepvou       | Francia  | 7:26.55 |      |

#### Finale A
| Class   | Nomi                            | Nazione       | Tempo   | Note |
| ------- | ------------------------------- | ------------- | ------- | ---- |
| Oro     | Helen Glover Heather Stanning   | Gran Bretagna | 7:18.29 |      |
| Argento | Genevieve Behrent Rebecca Scown | Nuova Zelanda | 7:19.53 |      |
| Bronzo  | Hedvig Rasmussen Anne Andersen  | Danimarca     | 7:20.71 |      |
| 4       | Felice Mueller Grace Luczak     | Stati Uniti   | 7:24.77 |      |
| 5       | Lee-Ann Persse Kate Christowitz | Sudafrica     | 7:28.50 |      |
| 6       | Anna Boada Aina Cid             | Spagna        | 7:35.22 |      |